# 2001 en sociologie
| Années de la sociologie : 1998 - 1999 - 2000 - 2001 - 2002 - 2003 - 2004    |
| Décennies de la sociologie : 1970 - 1980 - 1990 - 2000 - 2010 - 2020 - 2030 |

Cet article présente les événements de l'année 2001 dans le domaine de la sociologie.

## Publications

### Livres
- Pierre Bourdieu, Science de la science et réflexivité
- Jean Baudrillard, Hypothèse sur le terrorisme
- Raymond Boudon, Origin of values: sociology and philosophy of beliefs
- Stan Cohen, States of Denial: Knowing about Atrocities and Suffering
- Jay Demerath, Crossing the Gods: World Religions and Worldy Politics
- David Frisby, Cityscapes of Modernity: Critical Explorations
- Marcel Robin, Connaître et dynamiser sa commune : Étudier la vie locale - Créer du lien social
- John B. Thompson, Political scandal : power and visibility in the media age

## Congrès
- XXIIIe congrès de l’Association européenne de sociologie à Guatemala au Guatemala.
- 28 août-1er septembre : 5e congrès de l’Association européenne de sociologie à Helsinki en Finlande.

## Autres
- Yasemin Soysal (université d'Essex, Royaume-Uni) devient président de l’Association européenne de sociologie.